# Кафе
Кафе́ (от фр. café; буквально — «кофе») — предприятие общественного питания и отдыха, похожее на небольшой ресторан, но с ограниченным по сравнению с рестораном ассортиментом продукции, также, возможно, — с самообслуживанием.

## Разновидности
По ассортименту реализуемой продукции подразделяются на: кофейня, кафе-пекарня (кондитерская), кафе-мороженое, кафе-гриль, кафе-бар, интернет-кафе и кафетерий;
По месторасположению: стационарное и уличное. Кафе могут располагаться в отдельных зданиях, но чаще, в отличие от большинства ресторанов, это помещения внутри здания (чаще на первых этажах) или же пристройки к ним.
Другой вид кафе — придорожные. Чаще они располагаются в отдельных зданиях у дорог федерального или местного значения. Также распространены и сезонные кафе — у берега моря, реки в определённые месяцы, чаще тёплого периода (но, например, на горнолыжных курортах, наоборот, в зимний период). Часто около зданий кафе есть кафе на открытом воздухе с выносными столами и стульями. В странах с умеренным климатом они действуют в тёплый сезон.
По контингенту: молодёжное, детское, gay-friendly, арт-кафе (клуб) и другие.
- Кофейня — кафе, специализирующееся на продаже кофе и кофейных напитков.
- Чайная — кафе, специализирующееся на продаже чая.
- Кафешантан, где демонстрируется эстрадная программа развлекательного характера.

### В России
1 января 2016 года на замену старого ГОСТ Р 50762-2007 введен новый ГОСТ 30389-2013 «Услуги общественного питания. Предприятия общественного питания. Классификация и общие требования» определяет отличие кафе от других предприятий общественного питания: ресторанов, баров, столовых, закусочных, предприятий быстрого обслуживания, буфетов, кафетериев, кофеен, магазинов кулинарии. Согласно этому документу:

Кафе — Предприятие (объект) питания, предоставляющее потребителю услуги по организации питания и досуга или без досуга, с предоставлением ограниченного, по сравнению с рестораном, ассортимента продукции и услуг, реализующее фирменные блюда, кондитерские и хлебобулочные изделия, алкогольные и безалкогольные напитки, покупные товары.— ГОСТ 30389-2013 «Услуги общественного питания. Предприятия общественного питания. Классификация и общие требования

## История
По наиболее правдоподобной версии, первую в мире кофейню под названием «Мактаб аль-ирфан» («Круг мыслителей») в 1554 году открыли в Константинополе два сирийских купца.
Существует версия, отдающая приоритет первого кафе в Европе заведению («кафана»), открытому в Белграде в 1522 г. на нижнем Дорчоле (серб. Дорћол), после захвата города турками. В заведении подавали только кофе, кальяны и трубки.
В Америке первая кофейня была открыта в 1670 году в Бостоне Уильямом Пенном.
В Европе (Австрии) — кофейня Кульчицкого (Ко(а)лечицкого) в Вене, основанная после венской победы в 1683.
Первая кофейня на территории Речи Посполитой была основана в Варшаве в окрестностях Саксонского сада в 1724 году, во время правления Августа Сильного.

## В изобразительном искусстве
- Кофейня в Османской империи
- Винсент ван Гог. Кафе в Арле
- Константин Коровин, Парижское кафе в начале 1890 года